# محمد عفا الرفاعی
محمد عفا الرفاعی (عربی: محمد عفا الرفاعي؛ زادهٔ ۶ آوریل ۱۹۸۸) بازیکن فوتبال اهل سوریه است.
از باشگاه‌هایی که در آن بازی کرده‌است می‌توان به باشگاه ورزشی الجیش (سوریه) اشاره کرد.
وی همچنین در تیم‌های ملی فوتبال زیر ۲۳ سال سوریه و سوریه بازی کرده‌است.